# Тандо-Аллахъяр (округ)
Тандо-Аллахъяр (урду ضلع ٹنڈو الہ یار‎, англ. Tando Allahyar District, синдхи ٽنڊوالهيار ضلعو) — один из 23 округов пакистанской провинции Синд. Административный центр — город Тандо-Аллахъяр.

## География
На севере граничит с округом Сангхар, на западе — с округом Хайдарабад, на юге — с округом Бадин, на востоке — с округом Мирпур-Хас.

## Административно-территориальное деление
Округ делится на три техсила:
- Чхамбер
- Джхандо-Мари
- Тандо-Аллахъяр